# Relațiile externe ale Franței
Franța este membru fondator al Națiunilor Unite și este unul dintre cei cinci membrii permanenți ai Consiliului de Securitate al ONU cu drept de veto asupra deciziile acestora. Franța participă de asemenea în majoritatea agențiilor ONU și este una din marile puteri în ceea ce privește relațiile internaționale, având o importanță majoră în Africa și în Orientul Mijlociu.

## Ministerul Afacerilor Externe
Ministerul guvernului francez responsabil de politica externă este Ministerul Afacerilor Externe (franceză Ministère des Affaires étrangères) situat pe Quai d'Orsay la numărul 37, în Paris, pe malul stâng al Senei, în vecinătatea palatului Bourbon ce găzduiește Adunarea Națională și a Muzeului Orsay. Prin metonimie, ministerul francez al afacerilor externe este numit colocvial Quai d'Orsay. 
Ministerul gestionează atât relațiile externe cât și relațiile europene, conducerea fiind constituită din ministrul de externe, precum și din doi miniștri delegați, unul responsabil cu Cooperarea, Dezvoltarea și cu Organizația Francofoniei, și unul responsabil cu afacerile europene.

## Relațiile externe pe regiuni ale globului

### Europa
Franța este una dintre marile puteri din Europa de Vest datorită dimensiunii, poziției, economiei, armatei și a politicilor pe care aceasta le duce în domeniul energetic și în afacerile europene. Este unul din principalii susținători ai Uniunii Europene, din punct de vedere economic și politic. 
În cadrul Uniunii Europene se consideră că relația Franței cu Germania este unul dintre principalele motoare ale funcționării acesteia. Cooperarea dintre acestea în perioada de după cel de al doilea război mondial a înlocuit cu succes situația tensionată dintre acestea existentă din Secolul XIX până la acel moment. Aceasta se materializează printr-o puternică integrare între economiile celor două țări, prin participarea la numeroase programe de securitate comună și prin numeroase activități culturale comune printre care se numără funcționarea canalului de televiziune cultural ARTE și editarea recentă a unui manual de istorie comun. 

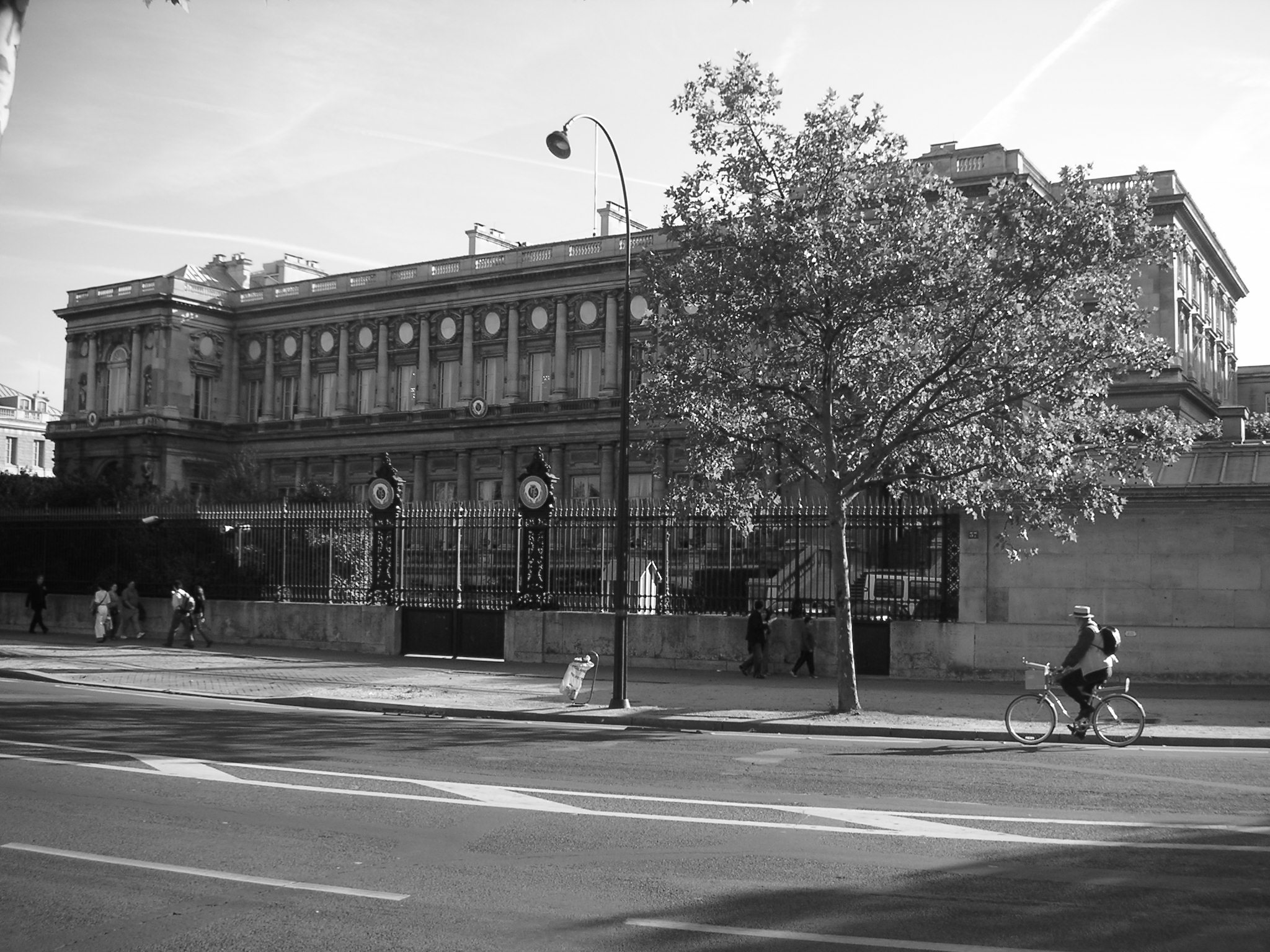
Sediul Ministerului Afacerilor Externe Francez

Relațiile Franței cu Spania sunt foarte importante de asemenea în contextul existenței terorismului basc pe teritoriul celor două țări. De asemenea cele două țări duc o politică europeană similară. 
Relațiile Franței cu Regatul Unit au fost mai tensionate datorită unei perioade mai lungi de animozitate între cele două țări. Cu toate că din a doua jumătate a secolului al XIX-lea și până la sfârșitul celui de al doilea război mondial cele două țări au fost aliate din punct de vedere militar în majoritatea conflictelor mondiale majore, Franța a fost principalul opozant al integrării Regatului Unit în Uniunea Europeană în anii 1960. Când în cele din urmă Regatul Unit a devenit membru UE în 1973, viziunile diferite a celor două țări asupra funcționării Uniunii Europene reliefează oarecum unele poziții internaționale ale celor două țări. 
Franța a fost unul din principalii susținători ai extinderii Uniunii Europene, dar poziția ei față de accesul Turcia este ambivalent. Președintele Jacques Chirac, șeful statului francez între 1995-2002, a fost unul din principalii susținători ai acesteia, dar opinia publică și numeroși politicieni s-au opus. Cu toate acestea, Franța este principalul investitor străin în Turcia, cu peste 5 miliarde dolari investiți prin intermediul a peste 270 de companii, schimburile anuale între cele două țări ridicându-se la peste 5.8 miliarde dolari în anul 2000. 

### Orientul mijlociu
Încă de la sfârșitul perioadei Imperiului Otoman în a doua jumătate a secolului al XIX-lea Franța a arătat un interes deosebit pentru regiune. Construcția Canalului Suez de către francezi a dus însă la o rivalitate cu Regatul Unit asupra controlului zonei. În timpul celor două războaie mondiale în regiune au avut loc numeroase conflicte, în perioada interbelică Franța reușind să obțină controlul asupra Siriei și Libanului, acestea devenind colonii franceze. După 1945 coloniile au devenit state independente, dar tentativa de ocupare a canalului Suez din 1956-1957, apropierea dintre Franța și Israel precum și Războiul din Algeria au redus prestigiul Franței în regiune. 
Odată cu venirea la putere a lui Charles de Gaulle situația s-a schimbat, datorită politicii acestuia de a oferi o a treia posibilitate de alianță în perioada Războiului rece. Sfârșitul războiului din Algeria în 1962 și opoziția față de Războiul de șase zile au crescut prestigiul Franței în regiune. Franța a jucat un rol activ în cadrul Conflictului Israelo-Palestinian, Franța susținând dreptul de a exista al statului israelian, dar în același timp este, împreună cu UE unul dintre principalii finanțatori ai programelor autorității palestiniene. De asemenea, datorită legăturilor istorice cu Libanul, Franța este un important actor în cadrul situației din această țară, deplasând în repetate rânduri importante contingente de trupe de menținere a păcii. 
Franța a fost unul dintre principalii furnizori de armament și echipamente pentru diversele țări din regiune. În urma Războiului de șase zile a încetat livrarea echipamentelor militare către statele din regiune, dar ulterior a reluat comerțul cu statele arabe. În perioada războiului dintre Irak și Iran, datorită distrugerii facilităților nucleare construite de companiile franceze în Irak, Franța a susținut această țară, relațiile sale cu Iranul devenind tensionate, dar în ultima perioadă schimburile comerciale dintre cele două țări sunt din ce în ce mai importante. În timpul Primului război din Golf Franța a participat la acțiunile militare, dar în perioada invaziei din anul 2003 Franța a fost unul dintre cei mai puternici opozanți ai acesteia.

### Africa

Steagul Organizaţiei Internaţionale a Francofoniei

Franța joacă un rol important în Africa, în special în fostele ei colonii, prin intermediul a numeroase programe de ajutor, activități comerciale, înțelegeri militare și activități culturale. În fostele colonii unde Franța a păstrat o prezență importantă aceasta contribuie la stabilitatea politică, militară și socială țărilor respective. Organizația Internațională a Francofoniei a fost creată inițial pentru a încuraja aceste schimburi și la inițiativa a numeroase țări africane. 
Anumite informații recente atestă faptul că Franța a avut un rol ambivalent în ceea ce privește Genocidul din Ruanda din anii 1990. Cu toate acestea, Franța are detașate forțe importante de menținere a păcii în regiune, participând activ la intervențiile din Coasta de Fildeș, Liberia și din Republica Democrată Congo. În aceasta din urmă Franța participă în cadrul unui batalion franco-german din forța de intervenție europeană.

### Asia
Franța are numeroase relații comerciale și politice cu țările din Asia, în special cu Republica Populară Chineză, Japonia și țările din Asia de Sud-Est. În China, Franța încearcă să își mărească prezența comercială unde a devenit un competitor important al companiilor americane, în special în domeniul aerospațial, al tehnologiei de vârf și al bunurilor de lux. În Asia de Sud-Est, Franța a fost arhitectul Acordurilor de la Paris ce au încheiat conflictul din Cambodgia. Împreună cu Estonia, Franța este singura țară din UE care nu recunoaște și nici nu are relații cu Coreea de Nord, aceasta din urmă având doar o delegație la Paris. De asemenea, deoarece relațiile diplomatice cu Republica Populară Chineză exclud relațiile cu Taiwanul, Franța își manifestă prezența la Taipei doar prin intermediul unui Institut Francez ce are o secție consulară. 
În ultimul timp, relațiile dintre Franța și Japonia sunt foarte apropiate, existând numeroase schimburi comerciale și culturale între cele două țări. Cele două țări lucrează împreună în cadrul proiectelor de dezvoltare a energiei nucleare iar ideile culturale și culinare sunt foarte mult împărtășite. Astfel, filmele animate japoneze sunt foarte populare în Franța iar numeroase personaje istorice franceze au servit drept model pentru diverse programe de divertisment japoneze. Totodată Franța este una din principalele destinații ale turiștilor japonezi, iar fostul președintele francez, Jacques Chirac este considerat un japanofil, vizitând Japonia de peste 40 de ori, probabil mai mult decât orice alt lider mondial.

### America de Nord

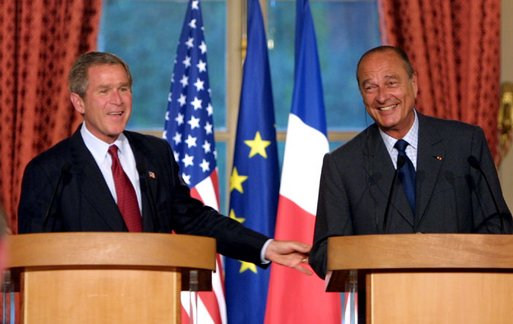
Preşedinţii Bush și Chirac

Franța a avut întotdeauna relații foarte apropiate cu țările din America de Nord. Relațiile cu Canada sunt în general foarte apropiate, singurele diferenduri fiind legate de statutul provinciei francofone Quebec și de pretențiile zonei economice exclusive din jurul insulelor Saint Pierre și Miquelon aflate în largul coastelor Labradorului. 
Relațiile cu Statele Unite au fost din punct de vedere istoric foarte apropiate, moștenire a ajutorului francez din timpul Revoluției americane. După primul război mondial părerile celor două țări asupra urmărilor războiului s-au ciocnit în câteva puncte sensibile, dar în perioada interbelică legăturile dintre cele două state au fost foarte puternice. În urma celui de al doilea război mondial relațiile comerciale au devenit foarte intense dar părerile celor două țări au fost  totuși divergente în anumite situații de politică externă și militară astfel încât Franța a ales să ducă o politică independentă, retrăgându-se în 1966 pentru o perioadă de timp din structurile militare ale OTAN. Suspiciunile dintre cele două țări au crescut de-a lungul timpului opoziția franceză față de războiul din Irak fiind percepută peste ocean ca ostilitate, iar campaniile anti-franceze ale unor editorialiști și politicieni americani  au dus creșterea  relativă a unui sentiment de antiamericanism în rândul populației franceze. Statele Unite au relații mai apropiate cu alte puteri europene: Regatul Unit și Germania, în timp ce Franța este principalul susținător al unei Uniuni Europene puternice care să contrabalanseze influența americană. În ciuda acestor animozități relațiile dintre cele două țări au rămas foarte apropiate și au început să se normalizeze, exemplu fiind lucrul în comun pentru rezolvarea conflictului israelo-libanez din 2006.

### Oceania
Franța are o prezență importantă în Oceania datorită numeroaselor Colectivități franceze de peste mări: Noua Caledonie, Polinezia Franceză și Wallis și Futuna. Din 1960 până în 1995 Franța a desfășurat numeroase teste nucleara în regiune, ceea ce a adus oprobriul marilor țări din zonă: Australia și Noua Zeelandă. Încercarea de scufundare a vaporului Greenpeace Rainbow Warrior, în timp ce acesta era staționat în Auckland, de către serviciile secrete franceze în 1985 a tensionat relațiile cu aceste țări, dar acestea s-au normalizat între timp.

## Dispute teritoriale
- Madagascar revendică insulele Bassas da India, Insula Europa, Insulele Glorioase și Juan de Nova;
- Comore revendică Mayotte;
- Maurițius revendică Insula Tromelin;
- Seychelles revendică Insulele Glorioase;
- frontiera dintre Surinam și Guiana Franceză este disputată;
- Franța revendică teritoriul Adélie din Antarctica;
- Insulele Matthew și Hunter la este de Noua Caledonie sunt revendicate de Franța și de Vanuatu